# Leptogomphus yayeyamensis
Leptogomphus yayeyamensis é uma espécie de libelinha da família Gomphidae.
É endémica do Japão.